# Crime Boss: Rockay City
Crime Boss: Rockay City é um jogo eletrônico cooperativo de tiro em primeira pessoa de 2023 desenvolvido pela Ingame Studios e publicado pela 505 Games. O jogador monta uma equipe de criminosos e é enviado em missões para se infiltrar, roubar e derrotar inimigos em um jogo de tiro. O jogo apresenta um elenco de atores proeminentes, incluindo Michael Madsen, Chuck Norris, Danny Trejo, Danny Glover, Michael Rooker, Kim Basinger, Vanilla Ice e Damion Poitier.
O jogo foi lançado inicialmente para Microsoft Windows como exclusivo da Epic Games Store em 28 de março de 2023. Crime Boss foi lançado para PlayStation 5 e Xbox Series X/S alguns meses depois, em 15 de junho de 2023.

## Jogabilidade
Crime Boss é focado em missões realizadas por equipes de quatro criminosos. O jogador controla um dos criminosos e coopera com outros jogadores ou com companheiros de equipe controlados por IA para realizar assaltos em uma perspectiva de primeira pessoa. A jogabilidade tem sido frequentemente comparada à série de jogos Payday. Os jogadores precisam coletar itens suficientes do alvo (bancos, caminhões, joalherias, etc.), mas quanto mais demorarem, maior será a probabilidade de chegada de reforços policiais.
Existem várias maneiras de configurar as missões. A opção mais simples é o jogo rápido. Existem também seis minicampanhas de três missões encadeadas em sequência com uma história de conexão solta para cada uma, chamada de “Lendas Urbanas”. Há uma campanha para um jogador com elementos roguelike, onde o jogador tenta expandir seu território por Rockay City após a morte do líder anterior do underground. O jogador aloca membros de gangues para travar guerras territoriais, compra novas armas e sai em missões para tentar conquistar novos territórios — mas se o personagem do jogador morrer em uma missão, sua busca para se tornar o Chefe do Crime termina. Da mesma forma, tripulantes contratados que morrem ou são presos em missão também se perdem para sempre.
A atmosfera do jogo é uma imitação consciente dos filmes policiais dos anos 1990, como Heat. A própria Rockay City se passa em uma Flórida que lembra Miami Vice.

## Desenvolvimento
Crime Boss é o primeiro jogo produzido pela Ingame Studios, uma nova desenvolvedora com cerca de 70 funcionários com sede em Brno, República Tcheca.
O jogo foi lançado no final de março de 2023 exclusivamente na Epic Games Store para PC.

## Recepção
Crime Boss: Rockay City recebeu críticas "mistas ou médias" de acordo com o agregador de críticas Metacritic, com uma pontuação agregada de 52/100 com base em 32 críticas.
Muitas das críticas escreveram que a maior parte do elenco de vozes contratado, apesar de sua fama no cinema, teve performances desanimadoras. Outra reclamação comum à maioria das análises era que o sistema furtivo do jogo era excessivamente meticuloso e não tinha bom suporte, com o jogo eventualmente levando os jogadores a começarem a atirar, independentemente do cuidado com que uma tentativa de abordagem furtiva fosse feita. Alice Bell da Rock Paper Shotgun disse que o jogo era um Payday pior, um jogo com doze anos em 2023. Wesley LeBlanc, da Game Informer, foi duro, dizendo que a jogabilidade era problemática e chata, e que o enredo e os personagens eram mal escritos. Ele deu ao jogo uma pontuação geral de apenas 3/10. Cory Wells da Hardcore Gamer deu ao jogo uma crítica cautelosamente positiva, alertando que o jogo não era exatamente como Payday nem um jogo de mundo aberto de forma livre no estilo da série Grand Theft Auto que muitos esperavam, mas que os jogadores que não se importaram com a repetição encontrariam uma experiência de jogo básica e sólida nos assaltos. Luke Plunkett do Kotaku zombou, escrevendo que Crime Boss "consegue absolutamente tudo que se propõe a fazer de errado". Escrevendo um mês após o lançamento para PC, ele disse que o jogo atraiu poucos comentários e notícias na Internet, até mesmo negativos, e apontou a falta de um lançamento no Steam como uma possível razão para isso.